# Facultad de Ciencias Médicas (UNR)
La Facultad de Ciencias Médicas de la Universidad Nacional de Rosario se encuentra ubicada en la ciudad de Rosario en la céntrica Avenida Santa Fe con Avenida Francia, segmentando esta última en dos partes, forma un conjunto de cuatro manzanas entrelazado por una calle y pabellones internos entre las distintas dependencias en donde también se encuentra el Hospital Provincial del Centenario además de áreas verdes y jardines. Es la única Facultad de Ciencias Médicas pública del país que no requiere de un examen de ingreso con cupo limitado de estudiantes. Por esta razón, es la segunda Facultad con más ingresantes en todo el país sólo superada por la UBA. 

Con motivos de festejar el primer centenario del país, el 18 de abril de 1910 Cornelio Casablanca propone la construcción del Hospital Centenario y una Escuela de Enseñanza Médica en la ciudad de Rosario, colocándose el 24 de mayo de 1910 la piedra fundamental sobre Avenida Francia donde el año siguiente comenzarían las obras. El escultor y arquitecto Guillermo Gianninazzi realiza el Monumento a los Padres, que incluye a dos monstruos, en su frontispicio.
Una vez finalizada la construcción, el 17 de octubre de 1919 es proclamada la ley de creación de la Universidad Nacional del Litoral bajo cuya autoridad funcionaria hasta el año 1968 esa casa de estudios.
El 9 de abril el vicepresidente del directorio del hospital Casiano Casas hizo entrega de las instalaciones, el 13 de abril de 1920 se inicia la inscripción, el 29 de mayo se realiza un acto simbólico de inauguración y el 1 de junio de 1920 a las 8:00 el Profesor de Embriología y Histología Dr. Tomás Cerruti dicta la primera clase de su asignatura en su aula. 
Con los proyectos de desarrollo de la dictadura cívico-militar, entre 1966 a 1973, y el gran desarrollo de la sede Rosario de la Universidad Nacional del Litoral evidenció en poco tiempo la necesidad de crear la Universidad Nacional de Rosario, iniciativa que se concretó en 1968, utilizando la estructura académica que tenía la Universidad Nacional del Litoral.
Con la creación de la Universidad Nacional de Rosario, nació entonces la Facultad de Ciencias Médicas, uno de los pilares fundamentales en la concreción del sueño de dotar a Rosario de su propia universidad.
Con el antecedente antiuniversitario de la noche de los Bastones Largos, el 16 de mayo de 1969 se iniciaron en esta facultad las protestas y movilizaciones conocidas como "Rosariazo" en contra de las actos ocurridos en la Provincia de Corrientes llevadas a cabo por Juan Carlos Onganía.

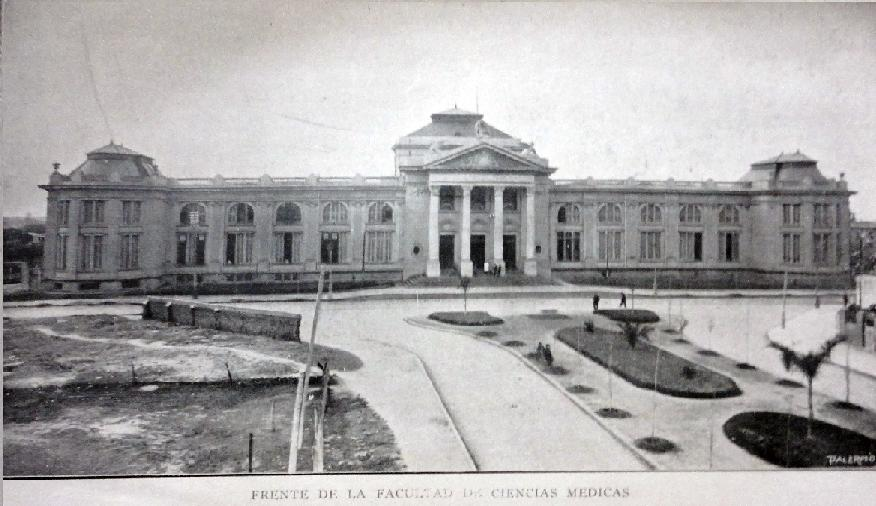
Vista del frente de la Facultad de Medicina de Rosario en sus comienzos.

## Carreras de Grado
- Medicina
- Fonoaudiología
- Enfermería